# Lomtjärnen (Degerfors socken, Västerbotten, 716001-167425)
Lomtjärnen är en sjö i Vindelns kommun i Västerbotten och ingår i Umeälvens huvudavrinningsområde.